# 散都苏木
散都苏木是中华人民共和国内蒙古自治区通辽市科尔沁左翼后旗下辖的一个苏木。
2012年1月20日，内蒙古自治区人民政府批复同意从常胜镇划出部分地区，设置散都苏木，辖麦里、哈拉图德敖包、地布勒呼、呼渤、巴彦乌楞、希布日吐、章古台、散都、公河来、车家、光荣、朝阳堡12个嘎查村，驻散都。

## 行政区划
散都苏木下辖以下村级行政区划单位：
散都嘎查、麦里嘎查、哈拉图德敖包嘎查、地布勒呼嘎查、呼勃嘎查、巴彦乌楞嘎查、公河来村、车家村、光荣嘎查、希布日吐嘎查、章古台嘎查和朝阳堡村。